# San Clemente (Kalifornien)
San Clemente ist eine Stadt im Orange County im US-Bundesstaat Kalifornien. Sie liegt an der Küste des Pazifischen Ozeans auf halbem Weg zwischen den Großstädten Los Angeles und San Diego.
Die Küstenstadt hat 63.522 Einwohner (Stand: 2020) und wurde 1925 von Ole Hanson gegründet. Zwischen 1969 und 1980 bewohnte der ehemalige US-Präsident Richard Nixon das sogenannte La Casa Pacifica, ein Anwesen am Südrand der Stadt. Mit der Marine Corps Base Camp Pendleton grenzt im Süden einer der landesweit größten Militärstützpunkte an San Clemente.
Die Meeresküste ist ein beliebtes Ziel von Wassersportlern. Insbesondere im Surfsport hat sich San Clemente einen Namen gemacht. Die hohe Brandung zieht zahlreiche Surfer an die Strände, zu denen auch das bekannte Trestles gehört. Die Stadt ist zudem Heimat des Surfing Magazine, des The Surfer’s Journal und des Longboard Magazine.

## Geographie

### Geographische Lage

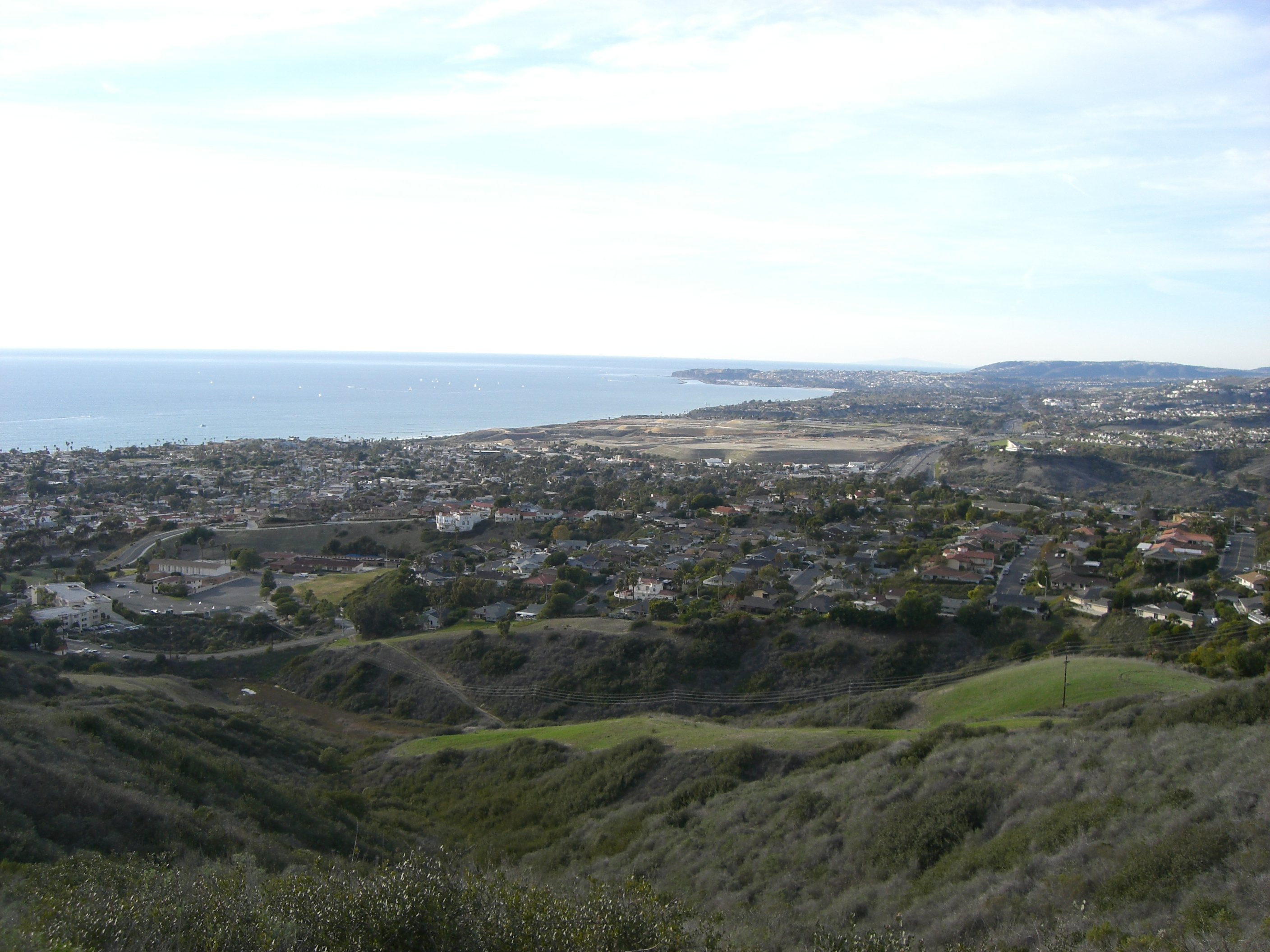
Blick über San Clemente auf den Pazifischen Ozean

San Clemente erstreckt sich an der Küste des Pazifischen Ozeans im westlichen Südkalifornien. Die Stadt befindet sich auf halbem Weg zwischen den Metropolen Los Angeles und San Diego, die jeweils rund 60 Meilen (96 km) entfernt liegen. San Clemente grenzt im Süden an das San Diego County und ist daher zugleich der südlichste Ort im Orange County. Der Haupteingang der riesigen Militärbasis Marine Corps Base Camp Pendleton befindet sich südlich an der Cristianitos Road. Die Hügellandschaft östlich der Stadt geht in den Cleveland National Forest über. An der nördlichen Stadtgrenze zu Dana Point endet die berühmte California State Route 1 (Pacific Coast Highway), die hier in den Coast Highway übergeht.
Das Stadtgebiet umfasst eine Gesamtfläche von 47,6 Quadratkilometern. Davon sind 45,6 Quadratkilometer Landfläche und 2,0 Quadratkilometer Wasserfläche. San Clemente breitet sich von Meereshöhe bis zu den Anhöhen des Hinterlands aus, wobei eine Höhe von bis zu 71 Metern erreicht wird. Die Straßen und Häuser des Orts schmiegen sich an die sanft ansteigenden Klippen.

### Geologie
Aufgrund der Lage am Pazifischen Feuerring wird San Clemente nicht selten von Erdbeben erschüttert. In der näheren Umgebung verlaufen über und unter der Erdoberfläche Verwerfungen, die durch die geologische Instabilität hervorgerufen werden. Weiter östlich der Stadt befindet sich die San-Andreas-Verwerfung, die Experten zufolge als Auslöser für das nächste verheerende Erdbeben gilt. Aufgrund der Lage am Meer ist die Küste von San Clemente außerdem durch Tsunamis gefährdet, die nach schweren Erdbeben entstehen können.

### Nachbargemeinden

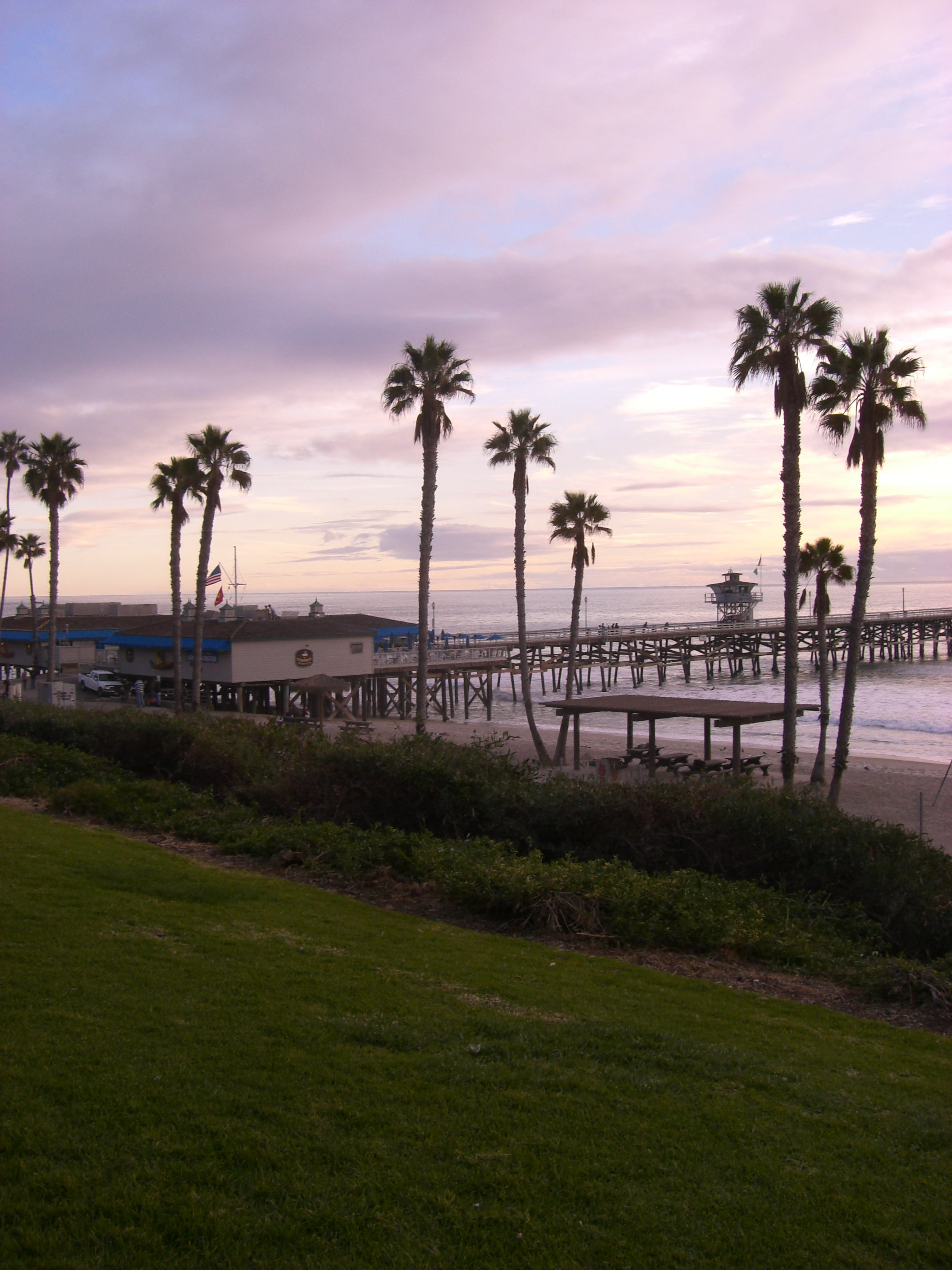
Abendstimmung am Strand

San Clemente grenzt im Nordwesten an Dana Point, im Norden an San Juan Capistrano und im Südosten an die Marine Corps Base Camp Pendleton. Die nächsten Orte jenseits des Militärstützpunkts sind Camp Pendleton South und die Großstadt Oceanside. Das Meer erstreckt sich im Südwesten von San Clemente.

### Klima
Durch die Lage in der subtropischen Klimazone herrscht in San Clemente das ganze Jahr über ein sehr warmes und trockenes Klima. Der effektiven Klimaklassifikation zufolge gilt für die Stadt die Einteilung Csa. Die durchschnittliche Jahrestemperatur beträgt 16,6 Grad Celsius und die jährliche Niederschlagsmenge liegt bei 344,0 Millimeter. San Clemente weist jährlich rund 340 Sonnentage auf. Die Luftfeuchtigkeit ist aufgrund der Lage am Meer hoch und beträgt meist zwischen 65 und 85 %.
Lange Phasen warmen und trockenen Klimas zeichnen den Sommer aus. Dabei sind die wärmsten Monate Juli, August und September mit einem Monatstemperaturmittel von mehr als 20 Grad. Ohne die Lage an der Pazifikküste wäre es noch deutlich wärmer, da der Wind vom Meer die Temperaturen deutlich abschwächt. Die höchste Temperatur wurde 1963 mit 42,2 Grad gemessen. In den Sommermonaten fällt selten Regen, zwischen Mai und Oktober ist es überwiegend trocken.
Im Winter ist es etwas kälter, die Temperaturen fallen jedoch eher selten auf einstellige Grade. Die kältesten Monate sind Januar, Februar und Dezember mit 13 Grad im Mittel. Die niedrigste Temperatur wurde im Jahre 1949 mit −6,1 Grad gemessen. Fast der gesamte Jahresniederschlag fällt in dem kurzen Zeitraum von Dezember bis März.
Die sogenannten Santa-Ana-Winde, die über die Santa Ana Mountains aus der nordöstlich der Stadt gelegenen Mojave-Wüste in die Region dringen, können zeitweise für starke Hitzewellen in der Region führen. Dabei entstehen immer wieder ausgedehnte Wald- und Buschbrände.
|                       | Jan  | Feb  | Mär  | Apr  | Mai | Jun | Jul | Aug | Sep | Okt  | Nov  | Dez  |   |      |
| Mittl. Tagesmax. (°C) | 19   | 19   | 20   | 22   | 22  | 23  | 25  | 26  | 26  | 24   | 22   | 19   | ⌀ | 22,3 |
| Mittl. Tagesmin. (°C) | 7    | 7    | 8    | 9    | 12  | 14  | 15  | 15  | 15  | 13   | 9    | 7    | ⌀ | 10,9 |
|                       |      |      |      |      |     |     |     |     |     |      |      |      |   |      |
| Niederschlag (mm)     | 69,8 | 75,1 | 65,5 | 21,3 | 6,3 | 3,3 | 1,0 | 3,0 | 8,9 | 11,9 | 31,2 | 46,7 | Σ | 344  |
|                       |      |      |      |      |     |     |     |     |     |      |      |      |   |      |
| Wassertemperatur (°C) | 15   | 15   | 15   | 15   | 16  | 17  | 19  | 20  | 19  | 18   | 17   | 15   | ⌀ | 16,8 |

| 7 |

| 7 |

| 8 |

| 9 |

| 12 |

| 14 |

| 15 |

| 15 |

| 15 |

| 13 |

| 9 |

| 7 |

| 7 |

| 7 |

| 8 |

| 9 |

| 12 |

| 14 |

| 15 |

| 15 |

| 15 |

| 13 |

| 9 |

| 7 |

| N i e d e r s c h l a g | 69,8 | 75,1 | 65,5 | 21,3 | 6,3 | 3,3 | 1,0 | 3,0 | 8,9 | 11,9 | 31,2 | 46,7 |
|                         | Jan  | Feb  | Mär  | Apr  | Mai | Jun | Jul | Aug | Sep | Okt  | Nov  | Dez  |

## Geschichte
Bereits lange vor Ankunft der Spanier wurde das Gebiet um das heutige San Clemente vereinzelt von Juaneño-Indianern bewohnt. Erst mit der Gründung der nahegelegenen Mission San Juan Capistrano durch den Prediger Junípero Serra im Jahre 1776 gelangten vermehrt europäische Siedler in die Gegend. Deren Ziel war vornehmlich die Missionierung der dort ansässigen Ureinwohner. Die Stelle, auf der sich heute das Stadtgebiet von San Clemente befindet, lag zu dieser Zeit am sogenannten El Camino Real, einer alten Verbindungsstraße zwischen den kalifornischen Missionsstationen. Kaum ein Jahrhundert darauf wurde das Land im Zuge des Mexikanisch-Amerikanischen Kriegs (1846–1848) an die Vereinigten Staaten angegliedert.
Die Gegend blieb über viele Jahre unberührt, bis Ole Hanson dort Landflächen erwarb. Der Kauf löste eine sprunghafte Entwicklung aus. Hanson, ehemaliger Bürgermeister von Seattle, ließ 1925 eine kleine Gemeinde errichten, deren Erscheinungsbild sich am spanischen Kolonialstil orientierte. Der Ort wurde nach San Clemente Island, einer der Küste vorgelagerten Insel, benannt. Das milde Klima und die landschaftlich reizvolle Umgebung lockten in der Folgezeit viele neue Bewohner in das junge Städtchen.
Im Verlauf des Zweiten Weltkriegs wurde südlich von San Clemente 1942 der große Militärstützpunkt Marine Corps Base Camp Pendleton errichtet. Zwischen 1969 und 1980 erlangte die Stadt kurzzeitige Berühmtheit, als der damalige US-Präsident Richard Nixon in San Clemente ein Strandhaus besaß. Das Anwesen mit dem Namen La Casa Pacifica diente Nixon während seiner Amtszeit als Ferienresidenz. Dort empfing der Präsident einige berühmte Gäste, darunter auch das sowjetische Staatsoberhaupt Leonid Breschnew.
Seit ihrer Gründung Mitte der 1920er-Jahre profitiert die Stadt von der günstigen Lage am Meer. Mehr als 2,7 Millionen Menschen besuchten im Jahre 2006 die örtlichen Strände. In den vergangenen Jahren ist San Clemente mehrmals Schauplatz heftiger Bürgerproteste gewesen. Die geplante Erweiterung der California State Route 241 als Foothill Toll Road südlich der Stadt hatte eine Kontroverse ausgelöst, da der neue Teilabschnitt durch ein Naturschutzgebiet verlaufen sollte.

## Bevölkerung

### Einwohnerentwicklung
San Clemente hatte 2008 insgesamt 67.892 Einwohner.
Beim United States Census 2000 wurden in San Clemente 49.936 Einwohner in 19.395 Haushalten und 13.015 Familien gezählt. Die Bevölkerungsdichte betrug 1.094,2 Einwohner pro Quadratkilometer. Die Zahl der Wohneinheiten betrug 20.653, das entspricht einer Dichte von 452,6 Wohnungen pro Quadratkilometer. Die Einwohner bestanden zu 87,9 % aus Weißen, 0,8 % Afroamerikaner, 0,6 % amerikanische Ureinwohner, 2,6 % Asiaten, 0,1 % pazifische Insulaner und 5,1 % anderer Herkunft. Hispanics oder Latinos waren 15,9 % der Bevölkerung. Die größten Gruppen nach ethnischer Herkunft im Stadtgebiet waren: Deutsche 9084 (18,2 %), Engländer 7327 (14,7 %) und Iren 6792 (13,6 %).
In 30,9 % der 19.395 Haushalte lebten Kinder unter 18 Jahren, 55,6 % bestanden aus verheirateten Paaren, 7,8 % hatten einen weiblichen Hausvorstand ohne anwesenden Ehemann und 32,9 % bildeten keine Familien. 23,4 % der Haushalte bestanden aus Alleinstehenden zusammen und in 7,8 % war jemand im Alter von 65 Jahren oder älter alleinstehend. Die durchschnittliche Haushaltsgröße war 2,56 Personen und die durchschnittliche Familiengröße bestand aus 3,05 Personen.
Von der Einwohnerschaft waren 24,1 % unter 18 Jahre alt, 7,2 % entfielen auf die Altersgruppe zwischen 18 und 24, 31,5 % zwischen 25 und 44, 24,1 % zwischen 45 und 64 und 13,1 % waren 65 Jahre alt oder älter. Das Durchschnittsalter betrug 38 Jahre. Auf jeweils 100 Frauen entfielen 102,4 Männer, bei den über 18-Jährigen entfielen auf 100 Frauen jeweils 100,9 Männer.
Das Durchschnittseinkommen pro Haushalt belief sich 2007 auf 90.017 US-Dollar, das mittlere Familieneinkommen war 146.562 US-Dollar. Das Pro-Kopf-Einkommen der Stadt lag bei 76.608 US-Dollar. Insgesamt 7,6 % der Bevölkerung lebte 2000 unterhalb der Armutsgrenze.

## Politik

### Stadtregierung
Der Bürgermeister (Mayor) steht der Stadtverwaltung von San Clemente vor. Seit Dezember 2008 hat Lori Donchak das Amt inne.
Im Stadtrat (City Council) von San Clemente sind der Bürgermeister, der stellvertretende Bürgermeister und drei weitere Mitglieder vertreten. Der Stadtrat hält zwei Mal monatlich eine Versammlung ab, bei der über kommunalpolitische Fragen entschieden wird. Die Stadtverordnetenversammlung verabschiedet lokale Gesetze und teilt den einzelnen städtischen Institutionen ihre finanziellen Mittel zu.
Im Mai 2009 gab es im Stadtgebiet insgesamt 40.822 registrierte Wähler, von denen 20.697 Republikaner und 9.876 Demokraten waren.

### Städtepartnerschaften
San Clemente unterhält eine Partnerschaft mit folgenden Städten:
- San Andrés, Kolumbien[21]
- San Clemente del Tuyú, Argentinien[21]

## Kultur und Sehenswürdigkeiten

### Museum
Das San Clemente History Museum im Stadtzentrum informiert über die Geschichte der Stadt. Ein großer Teil der Ausstellungen nimmt sich des berühmtesten Einwohners der Stadt, des ehemaligen US-Präsidenten Richard Nixon, an. Die kleine Einrichtung wird von der San Clemente Historical Society unterhalten. Zurzeit ist das Museum jedoch wegen Raummangels geschlossen.

### Bauwerke

Der San Clemente Pier

Das Erscheinungsbild der Stadt zeichnet sich durch eine weitgehend geschlossene Bebauung im spanischen Kolonialstil aus. Dies geht auf die bis 1925 realisierten Pläne des Stadtgründers Ole Hanson zurück. Neubauten lehnen sich ebenfalls an diesem Baustil an. Auffällige architektonische Konstruktionen sind in San Clemente jedoch selten anzutreffen. Dennoch sind folgende Bauwerke als sehenswert zu nennen.

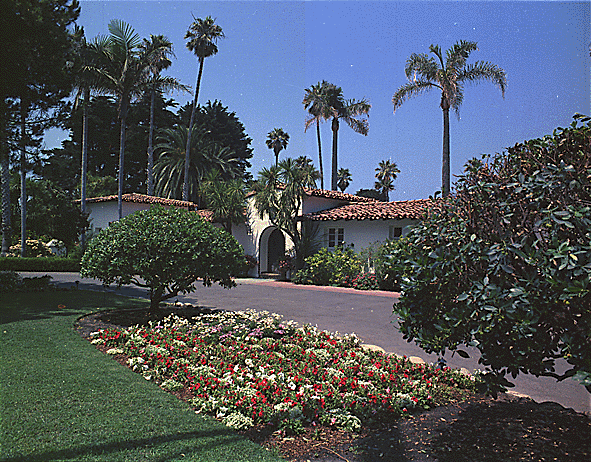
Das La Casa Pacifica war Wohnsitz Richard Nixons

Der Strandabschnitt am Stadtkern wird vom San Clemente Pier beherrscht, dessen aufwändige Holzkonstruktion rund 395 Meter ins Meer hineinragt. Er wurde im Jahre 1928 errichtet. Von seinem äußeren Ende aus kann man die Stadt überblicken und die zahlreichen Wassersportler beobachten. In einem Gebäude mit Wachturm ist eine Lifeguard-Einheit der San Clemente City Lifeguards untergebracht. Auf der Seebrücke gibt es ein Restaurant. Hobbyfischer können hier ihre Angel auswerfen.
Im südlichen Teil der Stadt an der Avenida del Presidente steht das La Casa Pacifica, eine große Strandvilla. Das Anwesen diente zwischen 1969 und 1980 als Wohnsitz des ehemaligen US-Präsidenten Richard Nixon. Während seiner Amtszeit empfing der Präsident hier mehrere berühmte Gäste, wie unter anderem das sowjetische Staatsoberhaupt Leonid Breschnew. Das berühmt gewordene Interview Nixons mit David Frost im April 1977 hätte hier stattfinden sollen, wurde aber kurzfristig in ein Haus im Nachbarort Dana Point verlegt. Das La Casa Pacifica befindet sich heute in Privatbesitz und ist daher nur vom Strand aus zu sehen.

### Parks

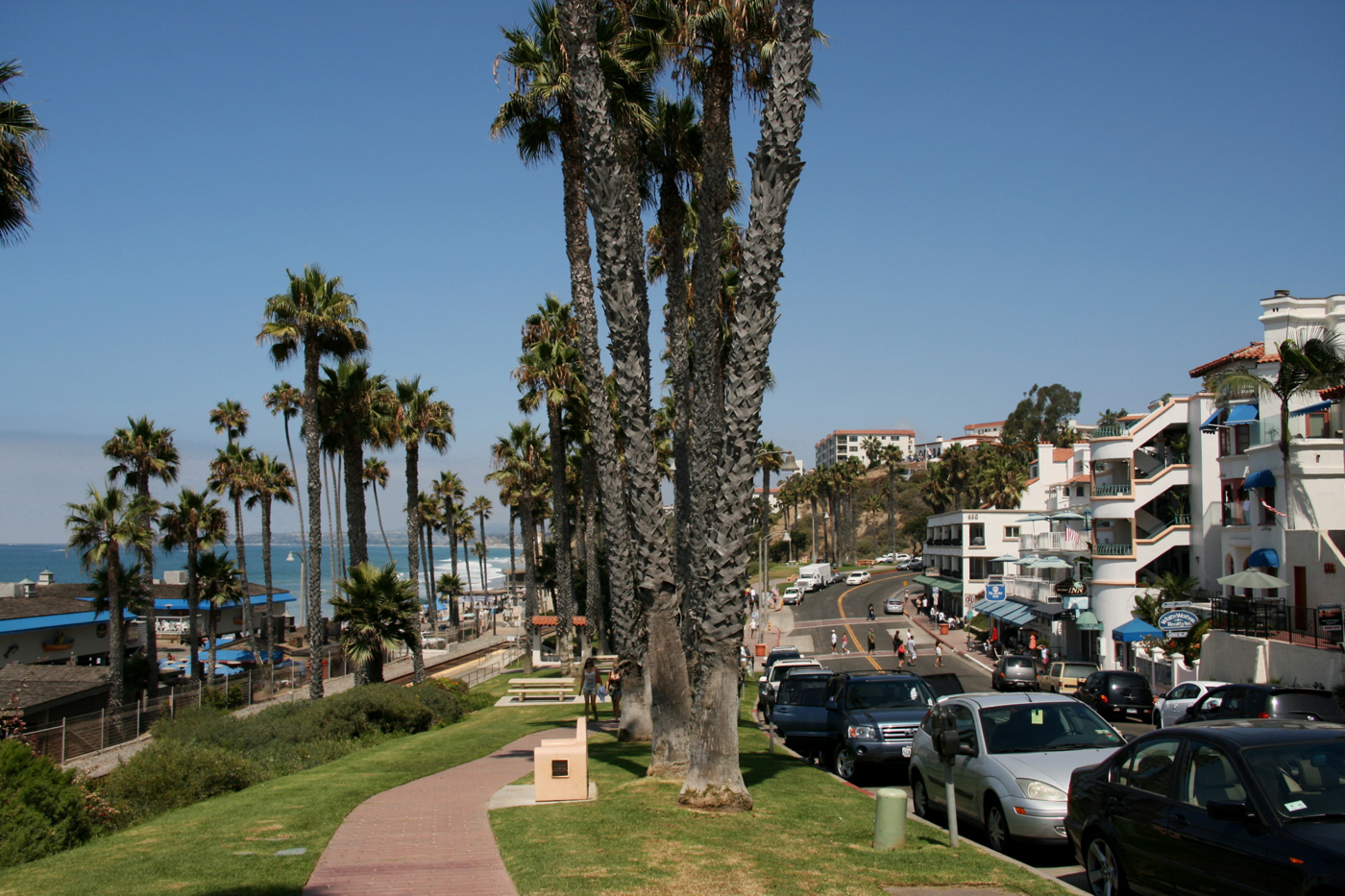
Der Parque del Mar im Stadtkern

Kleine Parkanlagen verleihen dem Stadtbild zusätzliche Reize. Unzählige Palmen zieren das Erscheinungsbild des Orts und der Strände. Die Hügellandschaft östlich von San Clemente wird von mehreren Naturparks durchzogen.
Besonders reizvoll ist der Parque del Mar im Stadtkern, der auf einer kleinen Anhöhe liegt. Von der mit Palmen bewachsenen kleinen Parkanlage ergibt sich ein weiter Blick auf das Meer und den San Clemente Pier. Bänke und Picknicktische laden zum Verweilen ein.
Der Cleveland National Forest östlich von San Clemente ist ein als Nationalforst ausgewiesenes Waldgebiet. Das Areal weist eine Fläche von rund 1.700 Quadratkilometern auf und steht seit 1908 unter Naturschutz. Die Wälder weisen eine abwechslungsreiche Tier- und Pflanzenwelt auf. Beliebte Aktivitäten sind unter anderem Wandern und Camping.
Im Norden der Stadt befindet sich der deutlich kleinere Ronald W. Caspers Wilderness Park. Er liegt auf den Ausläufern der Santa Ana Mountains und ist ein Rückzugsgebiet für viele Tier- und Pflanzenarten. Durch die Landschaft ziehen sich Flussläufe und lange Wanderwege.

### Freizeit und Erholung

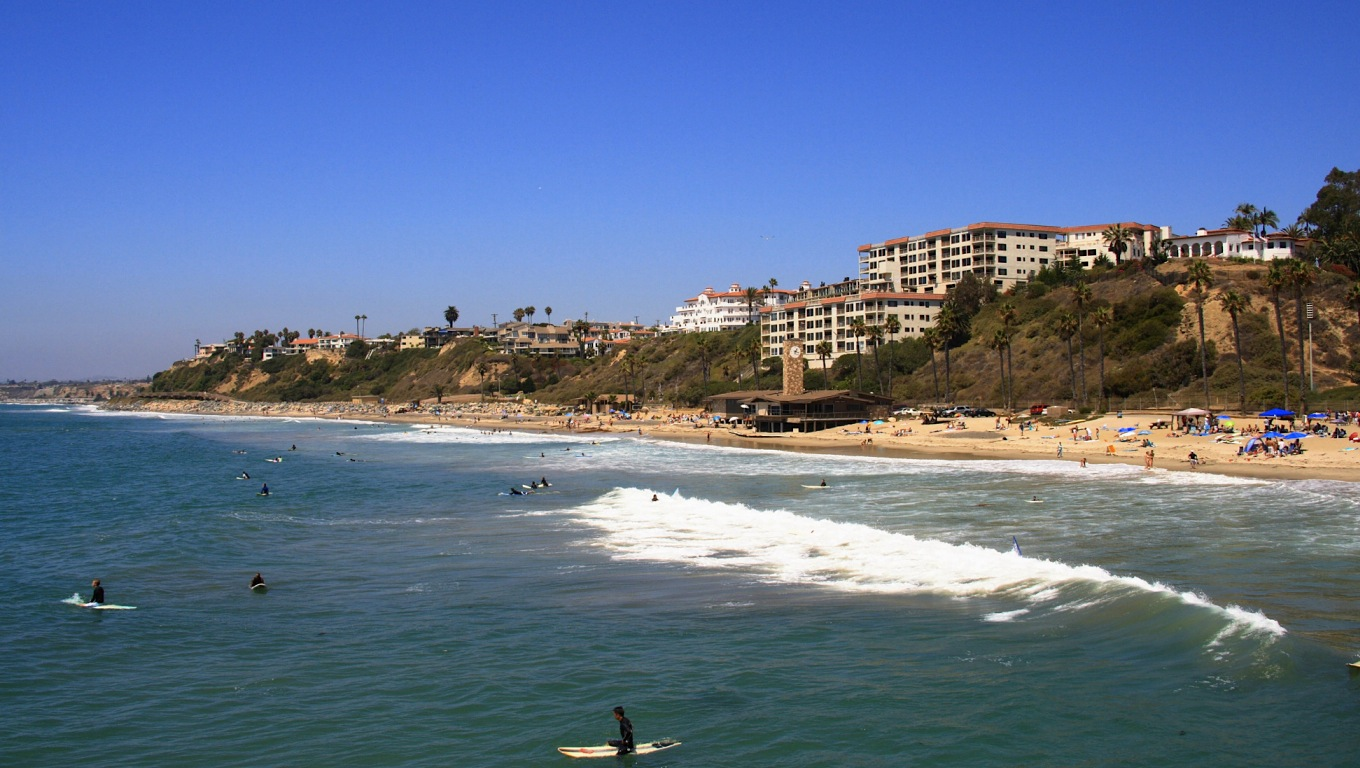
Blick auf den Strand

San Clemente bietet viele Freizeit- und Erholungsmöglichkeiten, von denen sich viele auf Sportaktivitäten oder das Meer erstrecken. Das Angebot wird dabei durch das ganzjährig milde Klima begünstigt.
Insbesondere die palmengesäumten Sandstrände am Pazifischen Ozean ziehen eine Vielzahl von Menschen an. Allein im Jahr 2006 wurden in San Clemente mehr als 2,7 Millionen Badegäste gezählt. Zu den örtlichen Stränden gehören San Clemente North Beach, Historic Fishing Pier Beach, Trafalgar Street Beach und San Clemente State Beach. Sie umfassen zusammen eine Fläche von mehr als 80.000 Quadratmetern.

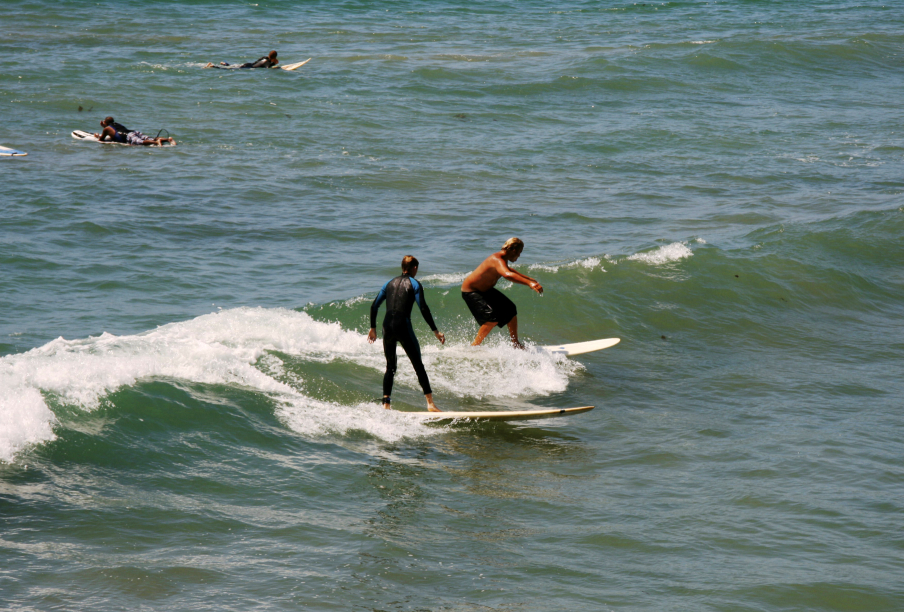
Surfer in San Clemente

Der San Onofre State Beach ist ein weiterer Strandabschnitt wenige Meilen südlich der Stadtgrenze, der als State Park ausgewiesen ist. Der Sandstrand mit der Dünenlandschaft lädt zum Schwimmen, Sonnenbaden und Wandern ein. An der drei Meilen (5 km) langen Küstenlinie befinden sich mehrere surf spots, darunter auch das bekannte Trestles. Einen wenig erfreulichen Anblick bietet die San Onofre Nuclear Generating Station (SONGS), deren Reaktorgebäude direkt am Strand liegen.
In der Küstenstadt ist der Wassersport eine der häufigsten Freizeitaktivitäten. Entlang der Küstenlinie des Meeres finden sich zahlreiche Surfer, die die ganzjährig hohe Brandung ausnutzen. Hier liegen unter anderem einige der bekanntesten surf spots des Landes wie Trestles.
Vergnügung suchende Familien besuchen das Legoland California, das wenige Meilen südlich in Carlsbad liegt. Der 1999 eröffnete Freizeitpark war der erste Legoland Park außerhalb Europas und der erste in den USA. Im Legoland befinden sich mehrere kleine Achterbahnen und Themenwelten.
Mit dem San Clemente Municipal Golf Course, dem Shorecliffs Golf Course und dem Talega Golf Club verfügt die Stadt außerdem über drei öffentliche Golfplätze. Weitere private Anlagen befinden sich auf dem Coto De Caza Golf Course sowie dem Pacific Golf & Country Club.

### Veranstaltungen
In San Clemente gibt es das ganze Jahr über zahlreiche Feste und Veranstaltungen.
Das San Clemente Ocean Festival im Juli gehört zu den größten Veranstaltungen der Stadt. Entlang des Strandes wird mit Sportaktivitäten, Präsentationen und Wettkämpfen ein abwechslungsreiches Programm angeboten. Dazu gehören unter anderem der Tandem Boogie Bodyboarding Contest. Bei der sogenannten „Greatest Show On Surf“ zeigen zahlreiche Surfer ihr Können. Das Ocean Festival zieht jährlich rund 50.000 Besucher an.

## Wirtschaft und Infrastruktur

### Wirtschaft

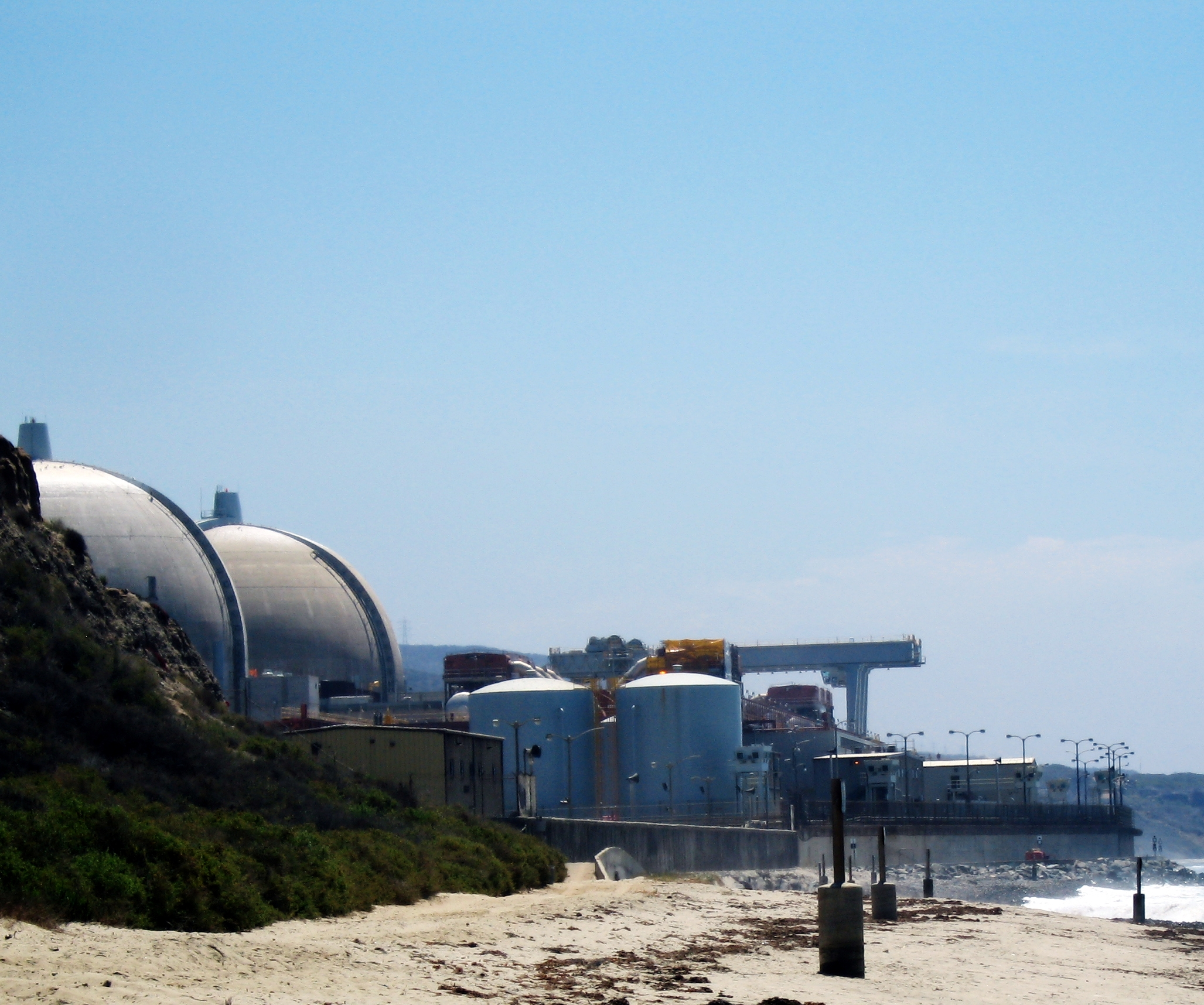
Das Kernkraftwerk San Onofre südlich der Stadt

Der Fremdenverkehr hat sich für San Clemente zu einem bedeutenden Wirtschaftsfaktor entwickelt. Die günstige Lage am Meer zieht vor allem zahlreiche Badegäste und Strandurlauber an. Im Jahre 2006 besuchten mehr als 2,7 Millionen Menschen die örtlichen Strände. Der San Clemente State Beach wies mehr als 900.000 Besucher auf, während der San Onofre State Beach rund 2,5 Millionen Besucher zählte.
Diese Tatsache hat auch die zukünftige Stadtentwicklung von San Clemente beeinflusst. Im März 2007 begann die Stadt mit Planungen zur Förderung des Tourismus. Diese beinhalten unter anderem die Errichtung eines neuen Stadtviertels, eines Hotelkomplexes und eines Einkaufszentrums. Entlang der Küstenlinie von North Beach bis Calafia Beach wurde im Jahre 2008 ein 2,3 Meilen langer Wanderweg angelegt.
Die Arbeitslosenquote von San Clemente lag im Mai 2009 bei 7,0 %.
Wenige Meilen südlich der Stadt befindet sich die San Onofre Nuclear Generating Station (SONGS), deren markante Reaktorgebäude vom Strand und der Interstate 5 aus zu sehen sind. Das Kernkraftwerk wurde 2013 stillgelegt. Die SONGS ist durch Medien- und Filmauftritte wie in Die nackte Kanone (1988) bekannt geworden.

### Verkehr

#### Straßenverkehr

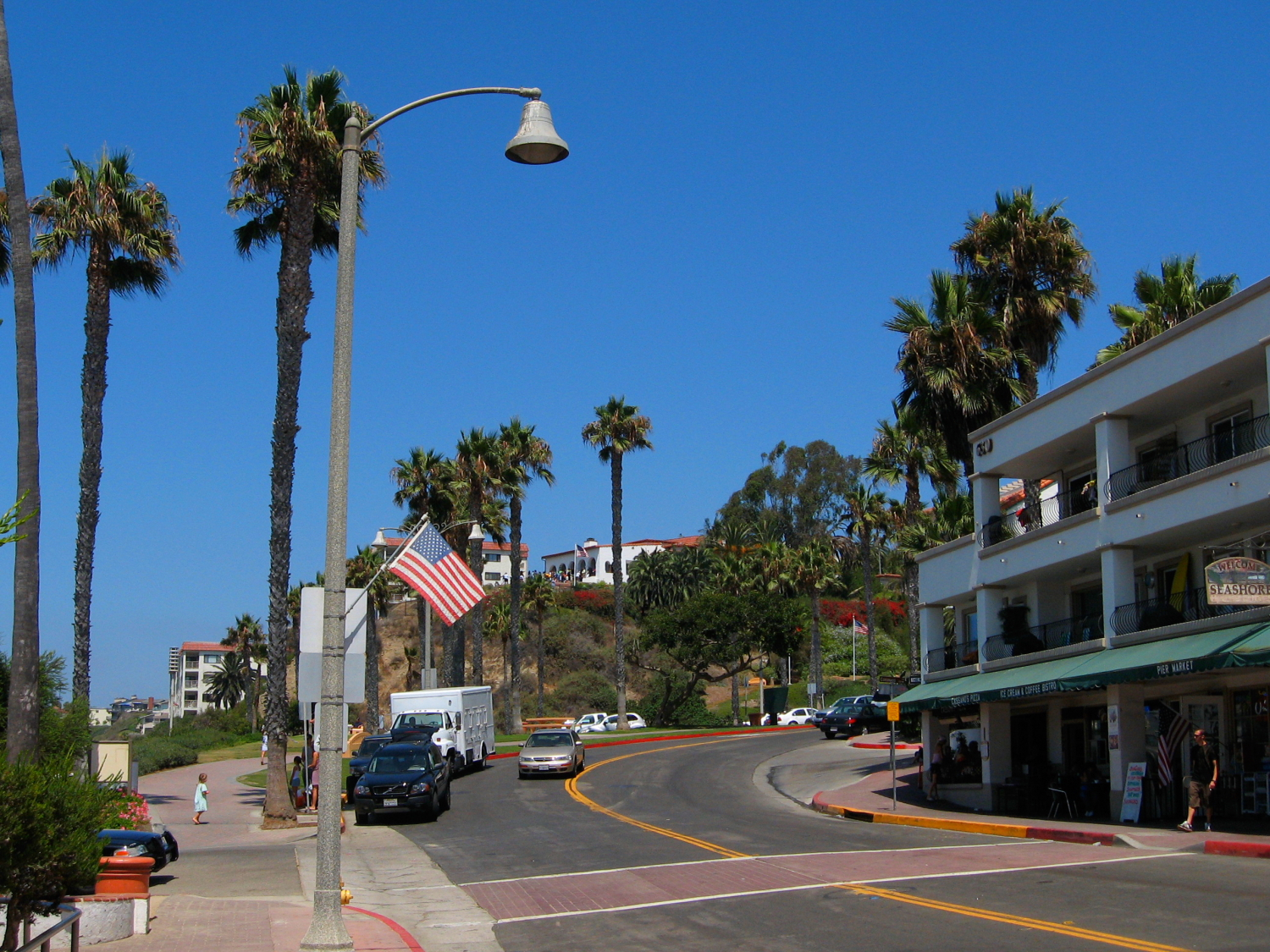
Straße in Downtown

Eine zwischenstaatliche Fernstraße (Interstate Highway) verbindet San Clemente mit dem Umland. Die kreuzungsfreie Autobahn (Freeway) ist die einzige Schnellstraße, die die Stadt durchquert. An der Stadtgrenze zu Dana Point befindet sich der südliche Endpunkt der California State Route 1, die unter dem Namen Pacific Coast Highway bekannt geworden ist.
 Interstate 5
Die Interstate 5 ist die Hauptverkehrsader von San Clemente. Der sogenannte San Diego Freeway verläuft in Nord-Süd-Richtung im Hinterland der Stadt. Die Autobahn stellt eine Verbindung zu den südkalifornischen Millionenstädten Los Angeles und San Diego her, die von hier in jeweils einer Autostunde zu erreichen sind.

#### Öffentlicher Verkehr
Der öffentliche Personennahverkehr (ÖPNV) wird von der Orange County Transportation Authority (OCTA) gewährleistet, die zahlreiche Busanschlüsse zu lokalen und regionalen Zielen anbietet. Mit der Line 1, die regelmäßig auf der Route nach Long Beach verkehrt, kann man die weiter nördlich gelegenen Küstenorte erreichen.

#### Schienenverkehr

Der Pacific Surfliner am Haltepunkt San Clemente Pier

San Clemente liegt an der sogenannten Surf Line, einer Eisenbahnlinie von Los Angeles nach San Diego. Die eingleisige Strecke verläuft im gesamten Stadtgebiet in unmittelbarer Nähe des Meeres unterhalb der Klippen. Um an den Strand zu gelangen, müssen die Schienen überquert werden. Die Bahnlinie ist nicht elektrifiziert und dient hauptsächlich dem Personenverkehr.
Die Stadt verfügt mit San Clemente North Beach und San Clemente Pier über zwei kleine Haltepunkte, die in beide Fahrtrichtungen gute Verbindungen innerhalb Südkaliforniens ermöglichen. Sie werden regelmäßig von der Orange County Line sowie der Inland Empire–Orange County Line der Metrolink bedient, die hauptsächlich den Vorortverkehr in der Greater Los Angeles Area abwickeln. Darüber hinaus besteht Anschluss an den von Amtrak betriebenen Pacific Surfliner, der auf der Route San Luis Obispo–Los Angeles–San Diego verkehrt.

### Militär
Am südlichen Stadtrand von San Clemente befindet sich mit der Marine Corps Base Camp Pendleton einer der landesweit größten Stützpunkte des United States Marine Corps. Der Nordeingang liegt an der Cristianitos Road. Das Areal umfasst eine Gesamtfläche von rund 505 Quadratkilometern. Die seit 1942 bestehende Militärbasis ist unter anderem Heimatstandort der hoch dekorierten 1. US-Marineinfanteriedivision, der Fleet Marine Force im Pazifik und der I. Marine Expeditionary Force.
Der Name San Clemente ist außerdem die Bezeichnung für eine Raketenerprobungsstelle des US-Militärs auf den Kalifornischen Kanalinseln. Von dort wurden zwischen 1957 und 1960 einige Testraketen für das sogenannte Polaris-Programm gestartet.

### Medien
San Clemente hat sich im Surfsport einen Namen gemacht. Die Stadt ist daher Sitz des Surfing Magazine, des The Surfer’s Journal und des Longboard Magazine.

### Bildung
Die örtlichen Schulen werden vom Capistrano Unified School District verwaltet. Auf dem Stadtgebiet von San Clemente befinden sich sieben Elementary Schools, drei Middle School und eine High School.
Aus den Medien bekannt ist die San Clemente High School, die zurzeit von rund 3.150 Schülern besucht wird. Die Schule zählte unter anderem zu den Drehorten des Films Brick (2005) und der Reality-Serie Life of Ryan (2007–09). Die Surfmannschaften zählen zu den besten des Landes und gewinnen regelmäßig Preise in nationalen Wettbewerben.

## San Clemente in Kunst und Medien
San Clemente diente bereits in mehreren Film- und Fernsehproduktionen als Drehort und Schauplatz. Die bekanntesten Produktionen sind in der Liste aufgeführt.
- Die nackte Kanone (1988), in dem Film sind die Reaktorgebäude der nahegelegenen San Onofre Nuclear Generating Station (SONGS) zu sehen.
- Brick (2005), der Film spielt in San Clemente und wurde unter anderem in der örtlichen San Clemente High School gedreht.
- Life of Ryan (2007–09), die Reality-Serie begleitet das Leben des Profiskateboarders Ryan Sheckler in dessen Heimatort.
- Frost/Nixon (2008), einige Außenaufnahmen wurden am La Casa Pacifica gedreht.

Namentlich erwähnt wird die Stadt ebenfalls in:
- Heat (1995), als die Überwachung des Verbrechers Neil McCauley (Robert De Niro) durch das Los Angeles Police Department (LAPD) scheitert, rechtfertigt sich einer der verantwortlichen Polizisten vor Detective Vincent Hanna (Al Pacino) mit den Worten: „Die haben uns abgeschüttelt. (…) Unsere Peilsender kleben jetzt an dem Bus nach San Clemente.“

## Persönlichkeiten

### Berühmte Einwohner
Die nachfolgende Übersicht enthält berühmte in San Clemente lebende Persönlichkeiten. Die Liste erhebt keinen Anspruch auf Vollständigkeit. Ob manche der Personen bereits verstorben oder weggezogen sind, ist dabei unerheblich.
- Lon Chaney jr. (1906–1973), Schauspieler
- Annie Hardy, Musikerin und Songwriterin
- Charles Kiraly (* 1960), Volleyballspieler
- Richard Nixon (1913–1994), Politiker und 37. Präsident der Vereinigten Staaten mit Ehefrau Pat Nixon (1912–1993)
- Dominic Purcell (* 1970), Schauspieler
- Marie Osborne (1911–2010), Schauspielerin
- William Sears (* 1939), Arzt
- Ryan Sheckler (* 1989), professioneller Skateboarder
- Jennifer Stiefel (* 1992), deutsche Wasserball-Nationalspielerin und EM-Teilnehmerin

### Söhne und Töchter der Stadt
Die nachfolgende Übersicht enthält bedeutende in San Clemente geborene Persönlichkeiten. Die Liste erhebt keinen Anspruch auf Vollständigkeit. Ob die Personen ihren späteren Wirkungskreis dort hatten oder nicht, ist dabei unerheblich.
- John Eddo (* 1963), Beachvolleyballspieler
- Olivia Burnette (* 1977), Schauspielerin
- Jennifer Kessy (* 1977), Beachvolleyballspielerin
- Cheyenne Silver (* 1978), Pornodarstellerin und Filmschauspielerin
- Katherine Reynolds (* 1987), Fußballspielerin
- Taylor Paur (* 1988), Pokerspieler
- Ryan Sheckler (* 1989), Skateboardprofi
- Connor De Phillippi (* 1992), Rennfahrer
- Dante Pettis (* 1995), American-Football-Spieler
- Fu Manchu, Rockband
- Griffin Colapinto (* 1998), Profisurfer
- Chloe East (* 2001), Schauspielerin

## Belege
1. ↑  U.S. Census Bureau QuickFacts: San Clemente city, California. In: census.gov. Abgerufen am 23. März 2024.
2. 1 2 3  Ashley Powers: Nixon’s legacy still splits the city. Los Angeles Times, 22. Januar 2007, abgerufen am 21. September 2009 (englisch).
3. 1 2 3 4 5 6 7 8 9  San Clemente. Orange County Register, abgerufen am 18. September 2009 (englisch).
4. ↑  Neue Studie – Forscher sagen schweres Erdbeben in Kalifornien voraus. In: Spiegel Online. 15. April 2008, abgerufen am 14. Mai 2009.
5. ↑  Markus Kottek: World Map of Köppen-Geiger Climate Classification. Veterinärmedizinische Universität Wien, abgerufen am 13. Juni 2009 (englisch).
6. 1 2  San Clemente Weather. San Clemente Chamber of Commerce, archiviert vom Original (nicht mehr online verfügbar) am 23. Juli 2009; abgerufen am 18. September 2009 (englisch).
7. 1 2  Monthly Averages for Laguna Beach, CA. The Weather Channel, abgerufen am 13. Juni 2009 (englisch).
8. ↑  Monthly Averages for San Clemente, CA. The Weather Channel, abgerufen am 25. Juni 2009 (englisch).
9. ↑  Coastal Water Temperature Table. National Oceanographic Data Center, archiviert vom Original (nicht mehr online verfügbar) am 12. Juni 2011; abgerufen am 1. Mai 2009 (englisch).
10. ↑  Geronimo Boscana: A Historical Account Of The Origin, Customs, And Traditions Of The Indians At The Missionary Establishment Of St. Juan Capistrano, Alta-California Called The Acagchemem Nation. In: webroots.org. Archiviert vom Original (nicht mehr online verfügbar) am 19. November 2005; abgerufen am 18. September 2009 (englisch).
11. ↑  Basilica & National Shrine. Mission San Juan Capistrano, archiviert vom Original (nicht mehr online verfügbar) am 2. Mai 2009; abgerufen am 5. März 2009 (englisch).
12. 1 2  History. City of San Clemente, abgerufen am 14. April 2021 (englisch).
13. 1 2  Richard Nixon: 183 - Remarks at a Reception for General Secretary Brezhenev in San Clemente, California. The American Presidency Project, 23. Juni 1973, abgerufen am 5. März 2009 (englisch).
14. ↑  Susannah Rosenblatt: O.C. toll road hits dead end in D.C. Los Angeles Times, 19. Dezember 2008, abgerufen am 19. September 2009 (englisch).
15. ↑  City/County Population Estimates. California Department of Finance, archiviert vom Original (nicht mehr online verfügbar) am 17. Februar 2011; abgerufen am 27. Juni 2009 (englisch).
16. ↑  San Clemente city, California. United States Census Bureau, archiviert vom Original (nicht mehr online verfügbar) am 12. Februar 2020; abgerufen am 13. Juni 2009 (englisch).  Info: Der Archivlink wurde automatisch eingesetzt und noch nicht geprüft. Bitte prüfe Original- und Archivlink gemäß Anleitung und entferne dann diesen Hinweis.
17. ↑  Social Characteristics. United States Census Bureau, archiviert vom Original (nicht mehr online verfügbar) am 10. Februar 2020; abgerufen am 5. März 2009 (englisch).  Info: Der Archivlink wurde automatisch eingesetzt und noch nicht geprüft. Bitte prüfe Original- und Archivlink gemäß Anleitung und entferne dann diesen Hinweis.
18. ↑  Laguna Beach city, California. [United States Census Bureau], ehemals im Original (nicht mehr online verfügbar); abgerufen am 13. Juni 2009 (englisch). (Seite nicht mehr abrufbar. Suche in Webarchiven)
19. ↑  Council Questions. City of San Clemente, archiviert vom Original (nicht mehr online verfügbar) am 27. September 2009; abgerufen am 18. September 2009 (englisch).
20. ↑  Report of registration. (PDF) In: ocvote.com. Archiviert vom Original (nicht mehr online verfügbar) am 23. Februar 2012; abgerufen am 18. September 2009 (englisch).
21. 1 2  History of San Clemente. In: sanclemente.com. 17. Januar 2008, archiviert vom Original (nicht mehr online verfügbar) am 19. Oktober 2009; abgerufen am 27. Juni 2009 (englisch).
22. 1 2  San Clemente History Museum. In: downtownsanclemente.com. Archiviert vom Original (nicht mehr online verfügbar) am 7. Januar 2010; abgerufen am 25. September 2009 (englisch).
23. ↑  Vik Jolly: Frost-Nixon talk took place in Dana Point home. Orange County Register, 19. Februar 2009, archiviert vom Original (nicht mehr online verfügbar) am 1. Juni 2009; abgerufen am 30. September 2009 (englisch).  Info: Der Archivlink wurde automatisch eingesetzt und noch nicht geprüft. Bitte prüfe Original- und Archivlink gemäß Anleitung und entferne dann diesen Hinweis.
24. ↑  History of the Cleveland National Forest. United States Forest Service, abgerufen am 21. September 2009 (englisch).
25. ↑  Ronald W. Caspers Wilderness Park. In: ocparks.com. Abgerufen am 21. September 2009 (englisch).
26. ↑  San Clemente, CA. www.ocbeachinfo.com, abgerufen am 14. April 2021 (englisch).
27. ↑  San Clemente Tourism. San Clemente Chamber of Commerce, archiviert vom Original (nicht mehr online verfügbar) am 5. Mai 2009; abgerufen am 18. September 2009 (englisch).
28. ↑  San Onofre State Beach. California State Parks, abgerufen am 5. März 2009 (englisch).
29. ↑  Golf Courses in San Clemente, CA. In: thegolfcourses.net. Abgerufen am 21. September 2009 (englisch).
30. ↑  Events. In: oceanfestival.org. Abgerufen am 14. April 2021 (englisch).
31. ↑  History. In: oceanfestival.org. Abgerufen am 14. April 2021 (englisch).
32. ↑  San Clemente, California. In: city-data.com. Abgerufen am 25. September 2009 (englisch).
33. ↑  Bus Service. Orange County Transportation Authority, abgerufen am 14. Oktober 2009 (englisch).
34. ↑  Metrolink Map. Metrolink, abgerufen am 5. März 2009 (englisch).
35. ↑  Pacific Surfliner. Amtrak, archiviert vom Original (nicht mehr online verfügbar) am 17. Mai 2009; abgerufen am 5. März 2009.
36. ↑  Locate Schools. Capistrano Unified School District, abgerufen am 25. September 2009 (englisch).
37. ↑  Titles with locations including San Clemente, California, USA. In: Internet Movie Database. Abgerufen am 5. März 2009 (englisch).